# Hotel Principi di Piemonte
L'Hotel Principi di Piemonte è un albergo a 5 stelle del Centro Storico di Torino.
Insieme alla Torre Littoria è uno degli edifici più alti del centro cittadino e frutto dell'imponente riorganizzazione urbanistica attuata alla metà degli anni trenta, contestuale alla realizzazione della nuova Via Roma.

## Storia
Progettato nel 1934 da Vittorio Bonadè Bottino e Giovanni Chevalley, l'imponente edificio in chiaro stile razionalista si colloca al centro del secondo tratto di Via Roma, nell'isolato di Sant'Antonio da Padova. Edificato l'anno seguente su terreno di proprietà della SAEP (Società anonima edilizia piemontese, afferente al Gruppo Fiat), l'edificio sorge sotto la direzione dei lavori dell'architetto Bonadè Bottino, già progettista di fiducia della famiglia Agnelli e con una lunga esperienza in ambito di edilizia industriale e alberghiera, testimoniata dalla realizzazione delle torri di Sestriere e dell'Hotel Principi di Piemonte Sestriere. Fu inaugurato nel 1936.

## Descrizione
L'austero edificio sorge in Via Piero Gobetti, perpendicolarmente a Via Roma e in asse con l'antistante Via Bruno Buozzi. Appare come un blocco monolitico caratterizzato da un alto basamento in travertino e una facciata rivestita in litoceramica di rigorosa sobrietà. Libero su tutti i quattro lati, sulla facciata principale troneggia la scalinata che dà accesso alla grande hall, ai saloni di rappresentanza, al ristorante e ad altri locali ospitanti servizi. Gli arredi interni sono stati realizzati dall'architetto Giovanni Chevalley; degno di nota è l'ampio salone delle feste, decorato con mosaici dorati e lampadari di Murano.
Privo di cortile interno, due dei 12 piani dell'edificio sono ipogei e si estendono sotto le vie circostanti, ospitando locali di servizio e un'ampia autorimessa. Nel prospetto retrostante, l'edificio risulta arretrato rispetto all'asse di via Lagrange creando una sorta di piazzale, recentemente pedonalizzato insieme all'intera via. In occasione dei XX Giochi olimpici invernali il palazzo è stato interessato da un restauro conservativo e dotato di una nuova struttura in vetro e metallo, sulla facciata principale, per ospitare un nuovo impianto di ascensori e le scale d'emergenza.
Dopo una lunga chiusura dovuta ad imponenti lavori di rivitalizzazione, la struttura è stata restituita al pubblico il 17 ottobre 2019.